# Butler, Georgia
Butler är administrativ huvudort i Taylor County i Georgia. Orten har fått sitt namn efter William Orlando Butler och är känd för Countryside Festival som ordnas varje år. Butler hade 1 972 invånare enligt 2010 års folkräkning.